# Соціологія
Соціоло́гія (від лат. societas — «суспільство» та грец. λογος — «вчення», «знання», «наука») — наука про умови та процеси у суспільстві, а також їхні дослідження. Соціологія постала з епохи Просвітництва як системно-критична наука соціального і зайняла проміжне місце між природничими та гуманітарними науками.
Термін «соціологія» запропонував 1839 року французький учений Оґюст Конт, ще до того як у другій половині XIX ст. соціологія стала самостійною університетською дисципліною. Але ще до Оґюста Конта це поняття вживала перша у світі жінка-соціолог — Гарієт Мартіно, а ще раніше, у 1780-х рр. — абат Сієс.

## Предмет і визначення соціології
Складаючись із гуманітарних наук, соціологія витворює ядро соціальних наук. Об'єктом соціології є соціальна реальність у всій багатоманітності, але оскільки вона досить мінлива, то предмет соціології надзвичайно складно визначити, він не може бути постійним, статичним. Таким чином, соціологія вивчає всі сторони соціального співжиття людей в спільнотах і союзах, в той час, як інші соціальні дисципліни, такі як політологія чи економіка, встановлюють своїми предметами певні специфічні аспектні області соціального (політика — легітимне здійснення влади, економіка — дефіцит). Соціологія звертається до розуміння і систематизації соціальної дії — теорії дій, оскільки згідно з ними поведінка регулюється цінностями і нормами. Її дослідницьким предметом є як суспільство в цілісності, так і його окремі частини: соціальні системи, інститути, організації, групи. При цьому, вона має справу з суспільною інтеграцією і дезінтеграцією, із соціальними конфліктами та соціальними змінами.
Також соціальні структури, праця, сім'я, соціальні мережі, засоби комунікації (мас-медіа), міграція, буденність, технологія, життєсвіт — теми, якими займається соціологія. Для багатьох з них встановлювались спеціальні, галузеві соціології, інші — як от питання щодо взаємодії дії та структур — стали загальною темою соціології. Соціологічна постанова питання часто перетинається з соціальною психологією, з іншими соціальними науками, з філософією, рештою гуманітарних дисциплін, а також почастинно і суміжними природничими науками, наприклад, з нейробіологією.
І. Валлерстайн пропонує розглядати соціологію як певну культуру, яка формується спільнотою соціологів.
Єдиного фахового визначення соціології не існує. Часто визнається дефініція Макса Вебера, який покладав акцент на соціальну дію.
«Соціологією називається така наука, яка розуміє соціальну дію проблемно і через це причинно пояснює її хід та результати.» (Макс Вебер, «Економіка та суспільство», 1921)

## Історія соціології
Як самостійна наука соціологія почала визнаватись лише з кінця XIX ст. В той час вона відмежовувалась як окрема дисципліна від філософії, економіки, науки про державу та народознавства. Історія її виникнення тісно пов'язана з розвитком громадянського суспільства і поступом індустріалізації в Європі XIX ст.
Провісників соціології бачать в історичній науці, політекономії, а також в журналістиці та поліцеїстиці. Мислителів початку і середини XIX ст., таких як Анрі Сен-Сімон, Герберт Спенсер, Карл Маркс, сьогодні розглядають як засновників або фундаторів соціології. Свій внесок зробили і математики, зокрема, Адольф Кетле. Тим, хто дав соціології ім'я, був Оґюст Конт зі своєю виданою 1851-54 рр. чотиритомною працею «Система позитивної політики». З тих пір вона намагається формулювати претензії на власний предмет пізнання — частково в подальший розвиток, частково в протилежність давнішим авторам, які також займались соціальними взаємодіями (як приклад, Ксенофон в 4 столітті до н. е., Полібій двома століттями пізніше, Ібн Хальдун у 14 ст., Джамбаттіста Віко на початку і Адольф Кнігге в кінці 18 ст.).
Для Конта цим предметом була «соціальна фізика», яку він відповідно до законів розділив на соціальну статику і соціальну динаміку. Для Еміля Дюркгайма ним був «соціальний факт», який існує ззовні, незалежно від індивідуальної свідомості і має примусовий характер. Для Макса Вебера це була «соціальна дія» (див. вище).

## Соціологічне розуміння, соціологічне пояснення
В соціології як у науці про соціальне теорія і досвід посилаються один на одне. Соціологія прагне емпірично змістовно і слідуючи правилам логіки зрозуміти спостережуване і розвинути його пояснення за допомогою загальних положень (аксіом). Подвійність дослідницьких засад в ній відповідає цьому — з одного боку герменевтичні інтерпретування, а з іншого каузальні методи, при чому перші приймають перспективу учасника, останні — спостерігача.

### Соціологічні теорії у суперництві
Соціологічні теорії ніколи не слідували однаковій парадигмі, це означає, що вони посилаються в своїй науковій основі не лише на один визначений спосіб мислення. Цим пояснюється ступінь їхньої теоретичної складності — предмет надто комплексний.
Крім того, уже методологічно, але також нерідко і з моральних мотивів, експерименти (часто вирішальні) переважно забороняються. Можливі замість цього опитування містять в собі концептуальні та інтерпретативні проблеми. Приміром, журналісти вносять суб'єктивні аспекти, починають обманювати, в окремих випадках навіть підробляють свідчення. Отож, соціологія залишається залежною від спостережень.
Треба розрізняти дві головні епістемологічні засади. Причому цілковито вільних від світоглядних мотивів, незалежних дослідницьких результатів не досягається, але вони можуть добиватись цього:
1. Одні теорії виходять із самоочевидного — «окремі а́ктори діють соціально» (в цілому: «люди роблять суспільство»). На цій основі можна розглядати всі соціологічні питання. Між тим, дані теорії потребують біологічної, антропологічної і, особливо, соціобіологічної фундації для таких високоскладних засад особистої поведінки як воля чи раціональність актора. Деякі теорії в цьому відношенні досить сумнівні — соціально діючі актори є як діючими суб'єктами, так і об'єктами соціальної дії інших акторів, на відміну від дослідницьких суб'єктів у природничих науках (див. самовтілюване пророцтво).
2. Інші теорії замість самоочевидного покладають за основу «надіндивідуальну цілісність» (в цілому: «не індивіди мають вирішальне значення»). Прикладом таких цілісностей можуть бути окремі суспільства, шість резидуїв, чотири принципово можливі види комунікації, обидві статі чи людство в цілому. Між тим, ці визначальні соціально-філософські визначення завжди повинні бути самоочевидно обґрунтовними. Однак це виявляється надзвичайно складним. До того ж з'являються проблеми розмежування цілісностей між, наприклад, колективами, мотивами і системами, чоловіками і жінками чи людьми і не людьми (у випадку тварин або роботів).

### Деякі центральні поняття соціології

#### Суспільство
Поняття «суспільство» в соціології посилається на зв'язки і співвідношення між окремими людьми. Отже, об'єднує не одні лиш просторові, кількісні показники індивідів, але і їхню соціальність. Таким чином, завдяки неперервним зразкам поведінки наміченими є структури, які одержують своє походження з міжлюдських вчинків і реалізують свій вплив в цій сфері. В соціології не існує єдності щодо специфічних прикмет для суспільства. Найзагальніше визначення суспільства визначається як «відповідна щонайосяжніша система людського співжиття».
Процеси, які роблять з індивідів членів суспільства, називають усуспільненням.
Такі інститути як держава, сім'я, право чи виховання сьогодні вважаються підкатегоріями (субсистемами) суспільства.
Різниця між «державою» і «суспільством» на початках соціології була однією з її показових прикмет.
Поняття «соціальне» чи «соціальність» мають на увазі дослідницький предмет соціології і відповідають у своєму значенні поняттю «суспільство».

#### Соціальна дія
Поняття соціальної дії в соціології означає (за Максом Вебером) вчинок (поведінку, непротивлення чи бездіяльність), який для діючих осіб (акторів) суб'єктивно об'єднаний із «сенсом». Також тлумачення поняття соціальна дія визначається ще тим, що вона спрямована на інших, змістовно орієнтована на їхню поведінку.

#### Соціальний факт
Соціальним фактом (fait social) є (за Емілем Дюркгаймом) «кожен більш чи менш визначений тип дії, який володіє здатністю чинити зовнішній тиск (примус) на індивідів, а також виникає відокремлено в сфері даного суспільства, при цьому володіючи власним життям, яке не залежить від індивідуальних виявів».

## Класифікація соціології

### Поділ за одиницями дослідження
Класифікація соціології, що часто зустрічається, виділяє
- засадничий пункт суспільств як цілісностей (макросоціологія) і
- засадничий пункт соціальної дії і взаємодії акторів (мікросоціологія).

Цими науково підтягнутими альтернативами незадоволені представники погляду на проміжну площину схарактеризованого як мезосоціологія (акцентування «сюди і туди») та засновку, який недавно був схарактеризований як макро-мікро-соціологія і вимагає подолати аналітичну однобокість виключного макро- та мікророзгляду (акцентування «або-або»).

#### Макросоціологія(суспільство, колектив, структура, система)
- Марксистська соціологія
- Структуралізм
- Функціоналізм
- Структурний функціоналізм
- Критична теорія
- Теорія систем
- Соціокультурна теорія

#### Мікросоціологія(а́ктор, індивід, дія)
- Конфліктологія
- Символічний інтеракціонізм
- Феноменологічна соціологія
- Методологічний індивідуалізм (зокрема теорія раціонального вибору)
- Фігуративна соціологія (спірно)
- Етнометодологія

#### Мезосоціологія
Це поняття менше визначене і описане, наприклад, соціологія інститутів, ритуалів чи організацій.

#### Макро-мікро-соціологія
Тут основою використовується утворення Норберта Еліаса, фігуративна соціологія (також процесуальна соціологія), яка виходить за межі аналізу акторів і є потоково-структурною («фігуративною»), однак відхиляє макросоціологічну реїфікацію «тотального суспільства».

### Поділ за охопленням теорем
Крім того, тематичні області соціології можуть розрізнятись за тим, чи є вони віднесеними до загальної соціології, тобто претендують на універсальну силу, або чи йдеться в них про теми спеціальної соціології. Соціологічні методи теоретично відносяться до загальної соціології, проте у практиці вищої школи ними часто займаються окремо.

## Структура соціологічного знання
- Загальна соціологічна теорія розглядає: суспільство як цілісний організм, систему соціальних механізмів, місце і роль основних соціальних зв'язків, формулює принципи соціального пізнання, основні методологічні підходи до соціологічного аналізу (системний аналіз, стратифікаційно-класовий підхід, генетичний аналіз, комплексний конкретно-історичний підхід, аналіз соціальних явищ у їхній взаємодії з іншими), визначає місце людини як істоти соціальної.
- Спеціальні соціологічні теорії, які вивчають суб'єктів суспільного життя (досліджують розвиток і відтворення людиною окремих соціальних спільнот, суть і основні характеристики людини соціальної).

- Соціологія особистості
- Соціологія сім'ї
- Соціологія класу
- Соціологія стану, прошарку
- Соціологія етносу
- Соціологія нації: тощо

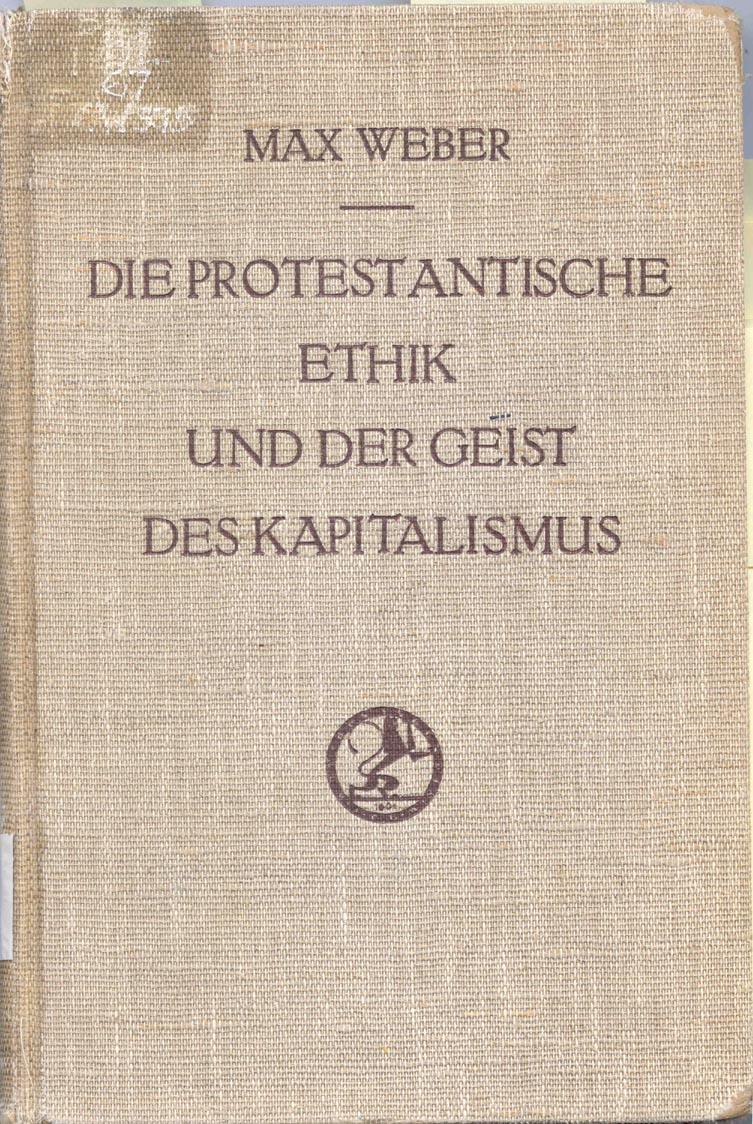
«Протестантська етика та дух капіталізму» Макса Вебера

- Галузеві соціології, які вивчають життєдіяльність соціальних суб'єктів в окремих сферах (розкривають механізми життєдіяльності та функціонування соціальних спільнот у певних сферах суспільного життя та процеси соціалізації людини).

- Соціологія культури
- Соціологія релігії
- Соціологія політики
- Соціологія праці й управління
- Соціологія дозвілля
- Соціологія освіти
- Соціологія виховання
- Соціологія реклами: тощо

- Емпіричні соціологічні дослідження, скеровані на з'ясування, аналіз і узагальнення соціальних фактів: дій, вчинків і мислення людей, конкретних продуктів людської діяльності, розвитку і взаємодії створених людьми соціальних спільнот.

## Функції соціології та її роль у розвитку суспільства
Функції:
- Теоретико-пізнавальна — здобуває та формує нові знання про різні сфери соціального життя, розкриває перспективи соціального розвитку, виявляє у суспільстві те, що вимагає радикальних перетворень та змін;
- Описово-інформаційна — систематичний опис і накопичення матеріалу;
- Соціальне планування (на основі зібраної інформації);
- Прогностична функція (визначається діапазон можливостей і імовірностей, пропонуються кілька сценаріїв подальшого розвитку подій);

Роль соціології:
- Сприяє формуванню знань про суспільство;
- Пояснює логіку процесів соціального розвитку;
- Допомагає людині визначити своє місце у суспільстві;
- Допомагає вирішувати соціальні суперечності.

## Місце соціології в системі наук
У системі суспільних, гуманітарних наук соціологія посідає важливе місце. Це зумовлено тим, що: вона є наукою про суспільство, його процеси та явища; охоплює загальну соціологічну теорію (теорію суспільства), яка виступає як теорія та методологія всіх інших суспільних і гуманітарних наук; усі науки, які вивчають різноманітні сторони життєдіяльності суспільства і людини, завжди передбачають і соціальний аспект, тобто закони та закономірності, які досліджуються в певній сфері суспільного життя, реалізуються через діяльність людей; техніка й методика вивчення людини та її діяльності, методи соціального вимірювання та ін., які розробляються соціологією, використовуються всіма іншими суспільними та гуманітарними науками.
На межі соціології з іншими науками склалася ціла система досліджень — «соціальні дослідження» (соціально-економічні, соціально-політичні, соціально-демографічні та ін.).
Те, що соціологія посідає загальне, а не окреме місце серед суспільних і гуманітарних наук, не означає, що вона є філософською наукою, її значення для інших наук полягає в тому, що вона дає науково обґрунтовану теорію про суспільство та його структури, забезпечує розуміння законів і закономірностей взаємодії його різноманітних структур.
У системі суспільних наук соціологія найбільше пов'язана з історією.
Об'єктом і предметом досліджень історії та соціології є суспільство та його закономірності в їх конкретних виявах. Обидві науки відтворюють соціальну дійсність в єдності необхідного й випадкового.
Відмінність між ними полягає в тому, що історія вивчає не сьогоднішній день, а минуле суспільства, відображає процес в хронологічній послідовності, причому часто іншими засобами, ніж соціологія. Джерела, використовувані історією та соціологією, збігаються лише частково.
Багато спільного між соціологією та філософією. Але, на відміну від філософії, соціологія має справу не лише з абстрактними законами та категоріями, а й з конкретними фактами дійсності, її висновки та узагальнення мають частковий характер.
Соціологія працює і на межі з економічною наукою, предметом якої є вивчення закономірностей і форм функціонування й розвитку відносин, що складаються в процесі виробництва, обміну й розподілу матеріальних благ. Оскільки спосіб виробництва лежить в основі всіх соціальних відносин і процесів, є умовою всієї життєдіяльності людини, зрозуміло, що багато економічних досліджень безпосередньо змикаються з соціологічними студіями. І, навпаки, соціологічні дослідження (соціологія праці, міста і села, економічна соціологія тощо) значною мірою базуються на результатах пошуку економічної науки.
Вивчаючи міжкласові та внутрішньокласові відносини, соціальні дії мас та особистостей, соціологія спирається на дані правових наук, в полі зору яких — юридичні норми, що законодавче закріплюють певні відносини між класами та регулюють соціальну поведінку людей.
Із психології як науки соціологія запозичує теорію мотивів поведінки, особистих та масових реакцій, методи дослідження соціальних орієнтацій особистості, які є необхідними компонентами при дослідженні поведінки особистості в колективі та суспільстві.
Різноманітні галузі педагогіки, як і соціальної психології, мають велике значення при вивченні соціологічних проблем освіти.
Вивчаючи взаємовідносини людей у колективі, сім'ї, їх ставлення до праці, власності тощо, соціологія використовує понятійний апарат, основні ідеї етики.
У певні взаємовідносини вступає вона і з технічними науками у процесі дослідження системи «людина—техніка» в межах окремих виробничих процесів, виробництв, галузей, зокрема при вивченні соціальних аспектів роботизації, автоматизації виробництва.
Широко застосовує соціологія математичні методи, вироблені кібернетикою, теорією інформації, теорією ділових ігор тощо. Створюються і спеціальні математичні методи та теорії (шкільний, факторний, причинний і латентний аналізи), пристосовані до специфіки соціологічного дослідження.
Таким чином, соціологія функціонує у тісній взаємодії з комплексом соціально-гуманітарних наук, яка в кожному конкретному випадку має свої специфічні аспекти.
Соціологія породжує також нові напрямки, наприклад біосоціологію.

## Засновники сучасної соціології
- Еміль Дюркгейм
- Макс Вебер
- Георг Зіммель
- Вільфредо Парето
- Герберт Спенсер

## Соціологічна освіта в Україні
В Україні підготовка фахівців-соціологів розпочалася в 1986 році в стінах КНУ імені Тараса Шевченка. Станом на 2015 рік фахівців за спеціальністю «Соціологія» випускають понад тридцять ВНЗ країни, але лише в чотирьох із них існують окремі соціологічні факультети:
- факультет соціологій в Національному університеті «Києво-Могилянській академії»
- факультет соціології Київського національного університету імені Тараса Шевченка[4]
- соціологічний факультет Харківського національного університету імені Василя Каразіна[5]
- факультет соціології Чорноморського національного університету імені Петра Могили[6]